# جان توییست
جان توییست (انگلیسی: John Twist؛ ۱۴ ژوئیهٔ ۱۸۹۸ – ۱۱ فوریهٔ ۱۹۷۶) فیلم‌نامه‌نویس اهل ایالات متحده آمریکا بود.

## فیلم‌شناسی
- دالاس
- رینو
- سانتیاگو
- فورت وورث
- هلن
- چنان بزرگ